# استیونز ویلج (آلاسکا)
استیونز ویلج (به انگلیسی: Stevens Village) شهری در ناحیه سرشماری یوکان-کویوکوک، آلاسکا ایالت آلاسکا است که جمعیت آن در سرشماری سال ۲۰۰۰ میلادی ۸۷ نفر بوده‌است.